# Europa de Nord-Est

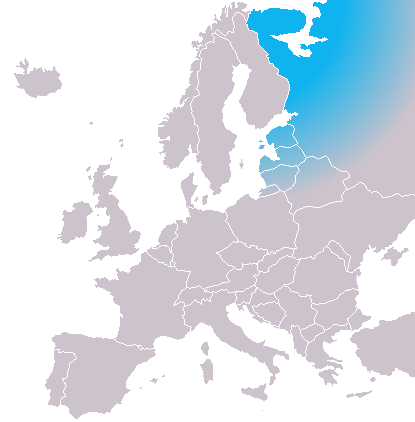
Europa de Nord-Est

Europa de Nord-Est este partea de nord a Europei de Est. În acest teritoriu se află țările baltice și partea de nord a Rusiei europene (Districtul Federal Nord-Vestic). 